# トンネル29

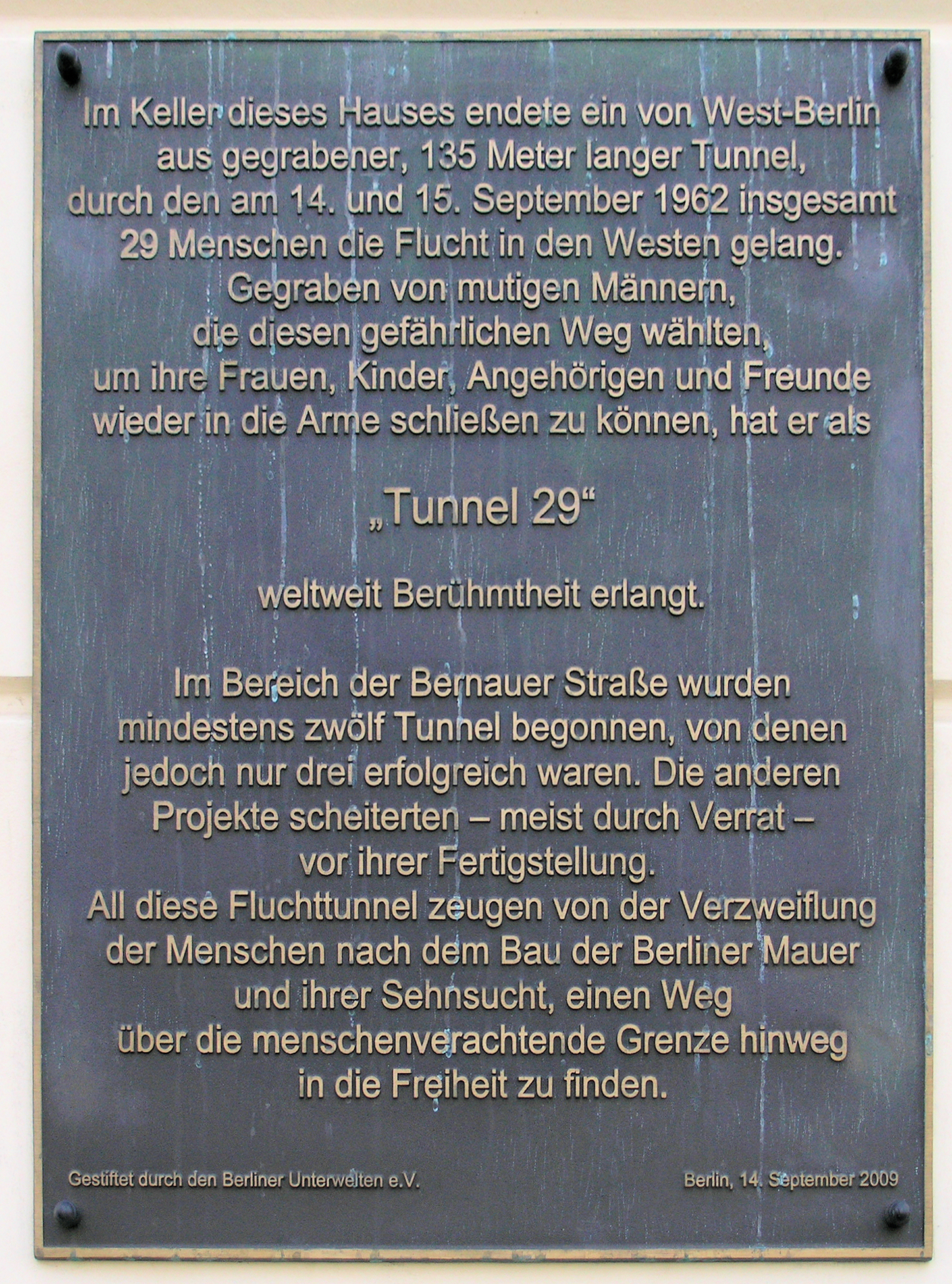
記念銘板 シューンホルツァー通り7番地の家、ベルリン-ミッテ地区

トンネル29は、西ベルリンのベルナウアー通り78番地にある工場の敷地からベルリンの壁の下を通って、東ベルリンのシューンホルツァー通り7番地の家の地下室に繋がっていた亡命トンネルである。
複数の証言によると120mから140m程度の長さであったこのトンネルは、1962年の初夏からイタリア人のドメニコ・セスタとルイジ・スピナを中心とする学生の亡命支援グループと、1961年に東ドイツから亡命した学生のハッソ・ヘルシェルによって造られた。
トンネル完成後の1962年9月14日と15日に全部で29人がこのトンネルを通って亡命する事が出来た。この亡命者の人数がトンネルの名前の由来になっている。
イタリア人のドメニコとルイジは東ドイツの、ある家族に亡命を約束していた。
ハッソ・ヘルシェルは自身の妹とその家族を西側に連れて来たかった。
トンネルの建設作業にはおよそ30人の協力者がいたが、トンネルへの浸水のため何度も建設を中断した。
他の多くの亡命トンネルとは異なり、トンネル29では死亡事故や負傷者、逮捕者は出なかった。
トンネルの資金調達のため、ドメニコとルイジは映画の権利をアメリカの放送局NBCに売っていた。NBCは二人のカメラマンを使い建設作業を追った。ドメニコとルイジはそれぞれ15.000ドイツマルクを得て、ドイツとイタリアでのテレビ放映権も得た。ヘルシェルにはこの契約の詳細は教えるつもりはなく、2000ドイツマルクの約束をしてもらった。その後この事を知ったヘルシェルが計画から下りると迫って来たため、彼もこの二人のイタリア人と同じ条件を得た。
この資金調達のやり方はベルリンでの亡命支援では新しく、亡命が成功した後このグループはバラバラになった。
17人のかつての協力者はヘルシェル、ドメニコ、ルイジから公然と距離を置くようになった。
このトンネルは、常設展示“Geschichtsmeile Berliner Mauer“ の一部分になっている。
このトンネル29を原作にしてフィクションのテレビ映画『トンネル』が作られ、2001年に民放局で放送された。
幼少期に母親と共にこのトンネルを通って西ベルリンに来たヘルシェルの姪アストリッド・ノラ・モラーは、2011年に公開されたドキュメンタリー映画(原題：Der Fluchthelfer – Wege in die Freiheit)を制作した。

## 記念銘板の内容
| 「 | 西ベルリンから掘られた135mのトンネルがこの家の地下室まで繋がっていた。1962年9月14日と15日に全部で29人がここを通り西側への亡命に成功した。 妻、子供、親戚そして友人を再び腕に抱きしめるために、この危険な方法を選んだ勇気ある男達によって掘られ、｢トンネル29｣として世界的に有名になった。 ベルナウアー通りのエリアでは少なくとも12のトンネルが掘られたが、そのうち3つだけが成功した。他の計画は大抵が裏切りによって、トンネル完成前に失敗した。 全ての亡命トンネルは、ベルリンの壁建設後の人々の絶望と、人間を軽視する境界を越えて自由への道を見つける人々の憧れを示している。 ベルリン地下世界協会 寄贈 2009年9月14日 ベルリン | 」 |